# Miura Tengo
Tengo Miura (sinh ngày 17 tháng 4 năm 1991) là một cầu thủ bóng đá người Nhật Bản.

## Sự nghiệp câu lạc bộ
Tengo Miura đã từng chơi cho Roasso Kumamoto.